# Le père Noël est en prison
Pour plus de détails, voir Fiche technique et Distribution.
Le père Noël est en prison (titre original : Ernest Saves Christmas) est un film de Noël américain réalisé par John R. Cherry III, sorti en 1988.
Il s'agit du second volet des aventures d'Ernest P. Worrell.

## Synopsis
La veille de Noël, un chauffeur de taxi volubile et maladroit entreprend, avec l'aide d'une adolescente futée, d'aider le père Noël à lui trouver son successeur.

## Fiche technique
- Titre français : Le père Noël est en prison
- Titre original : Ernest saves Christmas
- Réalisation : John R. Cherry III
- Scénario : B. Kline & Ed Turner
- Photographie : Peter Stein
- Montage : Sharyn L. Ross
- Musique : Mark Snow
- Producteurs : Doug Claybourne & Stacy Williams
- Sociétés de production : Touchstone Pictures & Silver Screen Partners III
- Société de distribution : Buena Vista Pictures Distribution
- Pays d'origine :  États-Unis
- Langue : Anglais
- Tournage : 1er avril 1988 au 10 mai 1988
- Budget :  6 000 000 US $
- Format : Couleur — 35 mm — 1,85:1 — Son : Dolby Stereo
- Genre : Comédie
- Durée : 95 min
- Dates de sortie : 
  - États-Unis : 11 novembre 1988

## Distribution
- Jim Varney (VF : Jacques Balutin) : Ernest P. Worrell
- Douglas Seale : Le Père Noël
- Noelle Parker : Harmony Starr / Pamela Tremton
- Oliver Clark : Joe Carruthers
- Gailard Sartain : Chuck
- Billie Bird : Mary Morrissey
- Robert Lesser : Marty
- Bill Cordell : Carl
- Bob Norris : Le chef de la police Spenks